# Parè
Parè – miejscowość i gmina we Włoszech, w regionie Lombardia, w prowincji Como.
Według danych na rok 2004 gminę zamieszkiwały 1534 osoby, 767 os./km².
21 stycznia 2014 gmina przestała istnieć.